# Hypsiboas hobbsi
La ranita de Hobbs (Hypsiboas hobbsi) es una especie de anfibios de la familia Hylidae.
Habita en Colombia, Venezuela y posiblemente en Brasil.
Sus hábitats naturales incluyen bosques tropicales o subtropicales secos y a baja altitud y ríos. Está amenazada de extinción por la destrucción de su hábitat natural.